# 뇨르드

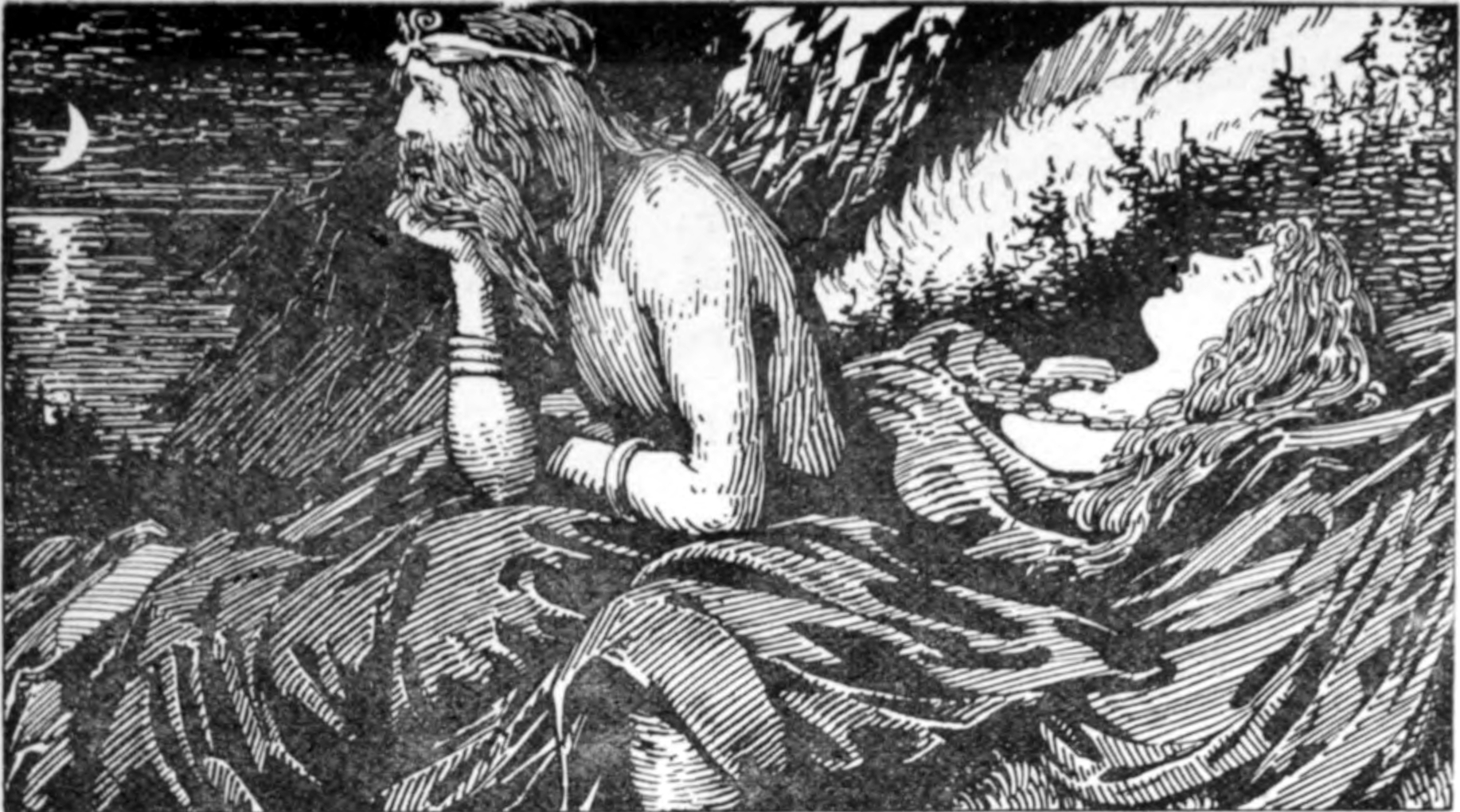
뇨르드

뇨르드(고대 노르드어: Njǫrðr, 아이슬란드어: Njörður 니외르뒤르, 노르웨이어: Njord 니오르[*])는 북유럽 신화에 나오는 신으로서, 반 신족의 최고신이다. 바다와 바람을 다스리며, 어부들을 보호한다. 그의 자식들중에는 프레이와 프레이야가 있다. 후에 거인족 출신의 스카디와 결혼하게 된다.
| 전임 오딘 | 제2대 스비아인의 왕 (윙글링 왕조) | 후임 윙그비프레위 |